# Otto von Bismarck
Otto Eduard Leopold von Bismarck-Schönhausen (Schönhausen, 1º aprile 1815 – Friedrichsruh, 30 luglio 1898) è stato un politico tedesco, soprannominato il Cancelliere di Ferro (in tedesco der Eiserne Kanzler).
Nel 1865 fu insignito del titolo di conte di Bismarck-Schönhausen, il 21 marzo 1871 di principe di Bismarck e nel 1890 di duca di Lauenburg.
Fu primo ministro del Regno di Prussia dal 1862 al 1890. Nel 1867 divenne il capo del governo della Confederazione Tedesca del Nord. Nel 1871 fu l'artefice della nascita dell'Impero tedesco, divenendone il primo Cancelliere. Benché promotore di riforme in campo assistenziale, fu avversario dei socialisti.
In politica estera, dopo il 1878 creò un sistema di alleanze che, determinando un equilibrio di forze in Europa, riuscì a isolare la Francia e a contenere le dispute fra Austria e Russia, e fra Austria e Italia. Bismarck portò inoltre la Germania a rivaleggiare con la Gran Bretagna in campo economico e militare.

## Le origini e la gioventù

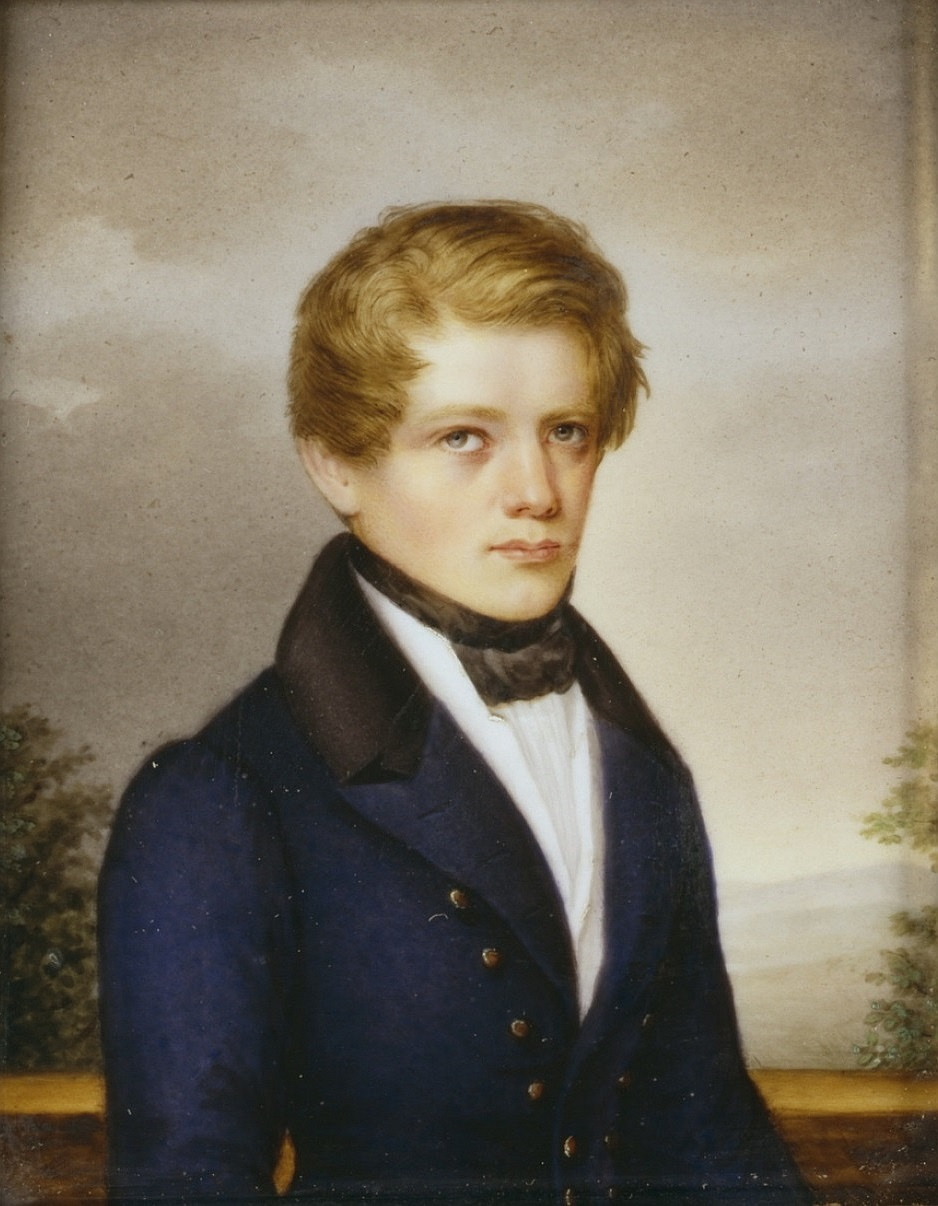
Otto von Bismarck nel 1836, a 21 anni

Otto von Bismarck nacque a Schönhausen, città situata a est del fiume Elba, nell'antica marca di Brandeburgo. La famiglia, benestante, aveva alcune proprietà a ovest di Berlino, nella provincia prussiana della Sassonia. Apparteneva per nascita agli Junker, la nobiltà agraria. Il padre, Karl Wilhelm Ferdinand von Bismarck (1771-1845), era un proprietario terriero e in passato era stato un ufficiale prussiano, benché a 23 anni avesse lasciato l'esercito evitando la sconfitta di Jena e la guerra di liberazione contro Napoleone Bonaparte. La madre, Wilhelmine Luise Mencken (1790-1839), proveniva invece da una famiglia appartenente all'apparato della burocrazia statale.
All'età di sette anni, Otto si trasferì con la madre a Berlino, dove frequentò ambienti altolocati e conobbe i giovani della casa regnante di Prussia, gli Hohenzollern. Successivamente, dal 1832 al 1833, studiò giurisprudenza a Gottinga, dove fu membro dell'organizzazione studentesca Corps Hannovera Göttingen. Fra il 1833 e il 1835 frequentò l'Università di Berlino. Si laureò con risultati poco brillanti, avendo dedicato più tempo alle associazioni goliardiche (e ai duelli che allora ne erano la caratteristica) che ai libri. Il suo autore letterario preferito, tuttavia, era Walter Scott.
Nonostante sperasse di diventare un diplomatico, Bismarck cominciò a fare pratica nell'amministrazione pubblica a Potsdam e, dal 1836, ad Aquisgrana, dove corteggiò alcune ragazze inglesi: prima Laura Russell, nipote del duca di Cleveland, e poi Isabella Loraine-Smith, figlia di un ricco ecclesiastico. Non strinse un rapporto serio con nessuna delle due e compromise la sua carriera di piccolo funzionario statale a causa dei debiti che contraeva e per i lunghi periodi di congedo richiesti.
Bismarck prestò servizio militare per un anno come ufficiale nella Landwehr prima di ritornare alle proprietà familiari, dove si dedicò, dopo la morte della madre, alla tenuta presso Schönhausen. All'età di circa trent'anni strinse una forte amicizia con Marie von Thadden (1822-1846), sposatasi con un suo amico. Sotto l'influenza di Marie, che apparteneva a un ambiente religioso pietista, si convertì alla sua fede. Nel 1847 sposò una cugina di Marie, Johanna von Puttkamer, che frequentava lo stesso ambiente religioso. Da questo matrimonio nacquero tre figli: Marie (1848-1926), Herbert e Wilhelm.

## Gli inizi (1847-1862)

I confini (in rosso) della Confederazione germanica (1815-1866) a guida austriaca, l'Impero austriaco in giallo, la Prussia in blu e il resto della Germania in grigio

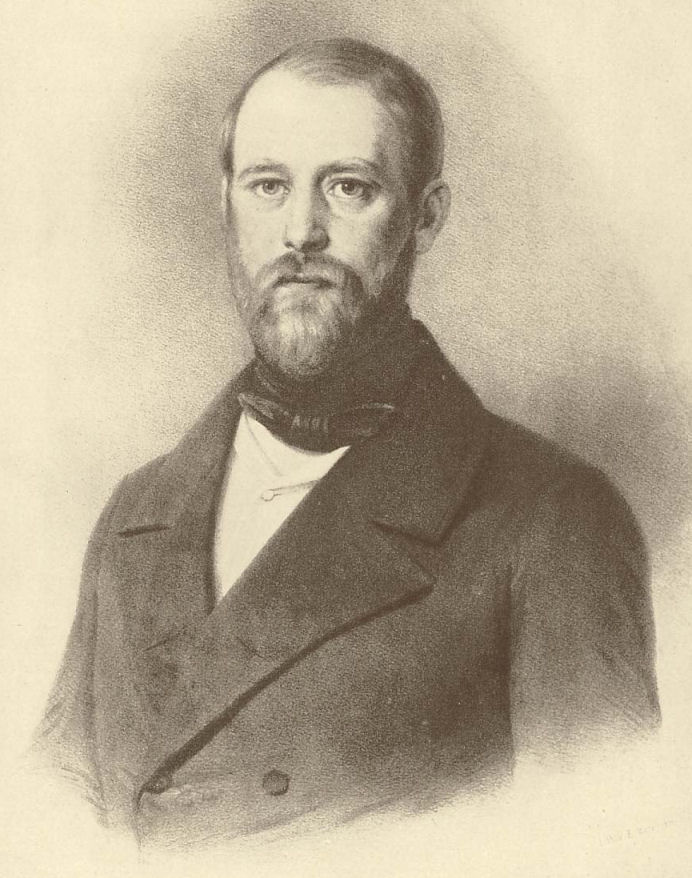
Bismarck nel 1847, al tempo in cui era deputato alla Dieta di Francoforte

Il re di Prussia dell'epoca, Federico Guglielmo IV, nel 1847 convocò a Berlino gli Stati provinciali in una “Dieta riunita”. Bismarck non vi avrebbe potuto partecipare, perché non era stato eletto dagli Junker della sua provincia, ma un componente eletto si dimise e toccò a lui recarsi a Berlino. In questa occasione si fece notare per la prima volta e, quando a giugno la Dieta venne sciolta, si era conquistato una certa notorietà fra i conservatori reazionari, anche per la sua tagliente abilità oratoria.
Durante e dopo la rivoluzione dell'anno successivo, Bismarck si spese in tentativi di controrivoluzione e complotti di corte che, alla fine, si rivelarono inconcludenti. Tuttavia, quando in autunno Federico Guglielmo IV rioccupò con l'esercito Berlino e sciolse il parlamento radicale, Bismarck fu eletto nella nuova assemblea legislativa. I voti, ottenuti da un comitato di elettori, furono di 152 contro 144.
Dopo il ripristino della Confederazione germanica, nel 1850 la Prussia fu costretta ad accettare nello Stato federale un ruolo di secondo piano rispetto all'Austria. L'ingrato compito di rappresentare la Prussia alla Dieta di Francoforte fu affidato a Bismarck, che era stato, fra gli uomini in vista, l'unico a manifestare fiducia nella collaborazione con Vienna. Per questo motivo, benché non avesse alcuna formazione di tipo diplomatico, egli divenne, nel 1851, l'inviato prussiano presso il governo federale.
Obiettivo di Bismarck alla Dieta fu di separare almeno la Germania del Nord dall'Austria e ottenere ciò grazie alle alleanze esterne. Il re di Prussia Federico Guglielmo IV si dimostrò favorevole, ma nel 1858 fu colto da gravi problemi nervosi e fu sostituito dal fratello Guglielmo, che governò come principe reggente fino al 1861, anno in cui divenne re. Costui si dimostrò di idee più liberali, definì Bismarck un reazionario accanito e all'inizio del 1859 lo allontanò, nominandolo ambasciatore a San Pietroburgo.
Ben presto, però, Guglielmo I si dovette ricredere. Lui e il suo governo, infatti, ebbero uno scontro con i liberali e il parlamento sulla riorganizzazione dell'esercito e, nel 1862, il Re pensò a Bismarck come all'uomo che avrebbe potuto risolvere la questione. Contattato, Bismarck chiese praticamente carta bianca e Guglielmo I non se la sentì di nominarlo capo del governo. Pensò, tuttavia, a un avvicinamento per averlo più a portata di mano in caso di crisi e nel maggio del 1862 lo nominò ambasciatore a Parigi.

## Primo ministro prussiano (1862-1871)
Scoppiata la crisi politica dopo l'affermazione elettorale dei liberali, il 16 settembre 1862 Bismarck fu richiamato a Berlino. Il 22 incontrò Guglielmo I nella residenza reale di Babelsberg (oggi a Potsdam) e alla fine dei colloqui tornò nella capitale con l'incarico di capo del governo. Due settimane dopo assunse anche la guida degli affari esteri: avrebbe conservato il potere per quasi 28 anni.
Il suo primo successo lo ottenne contro l'Austria, che nell'estate del 1863 aveva convocato a Francoforte i principi tedeschi per discutere la riforma della costituzione federale. Bismarck riuscì a convincere Guglielmo I a rifiutare l'invito e, senza la Prussia, la riunione non raggiunse alcun risultato. Da quel momento l'Austria, nell'ambito della Confederazione germanica, perse l'iniziativa politica.

### La crisi dei ducati danesi

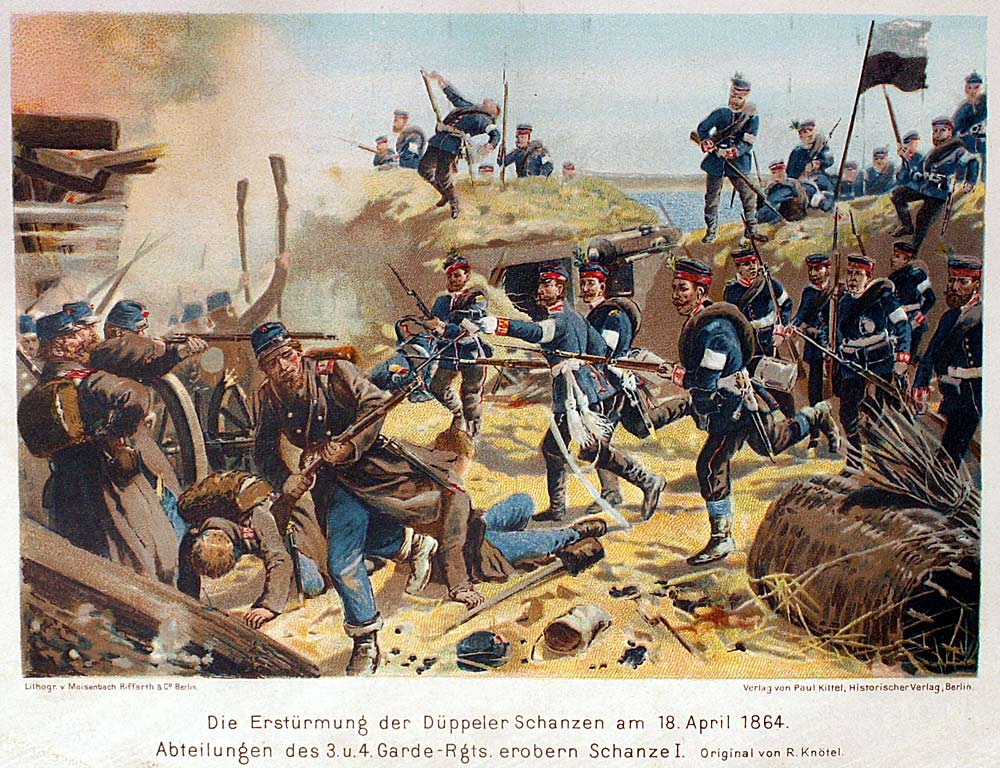
Bismarck sfruttò la crisi dinastica danese per attaccare nel 1864 la Danimarca e aprire un contenzioso con l'Austria. Nel dipinto, la battaglia di Dybbøl

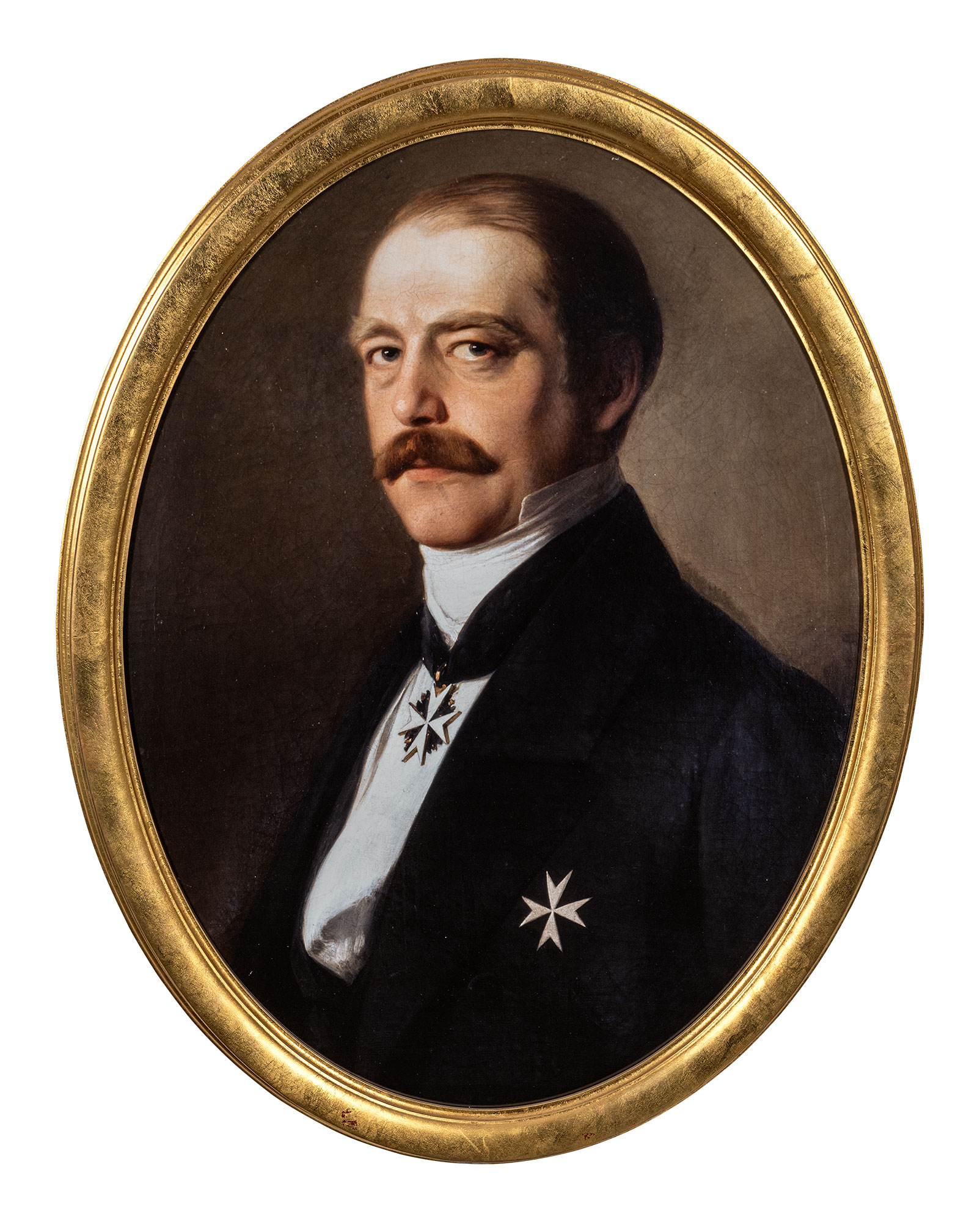
Bismarck in un ritratto del 1858

Bismarck, incoraggiato dagli eventi, era deciso a sottrarre la Germania dall'influenza austriaca e il terreno di scontro decisivo fu la questione dei ducati danesi.
Il nuovo re di Danimarca Cristiano IX nel 1863 emanò una nuova costituzione che comprendeva fra i territori nazionali lo Schleswig-Holstein. Il Trattato di Londra del 1852 aveva sancito invece che i ducati appartenessero in unione personale esclusivamente al vecchio re Federico VII, che era deceduto nel novembre 1863. Prussia e Austria decisero quindi di appoggiare la rivendicazione di un secondo pretendente, il Duca di Augustenburg.
Bismarck, però, dichiarò che la Prussia sarebbe entrata in guerra contro la Danimarca solo se avesse potuto annettere i ducati, spiazzando i liberali, che nella rivendicazione del duca avevano trovato una base per rilanciare l'idea di una unificazione della Germania del Nord su basi progressiste, idea appoggiata anche dall'imperatore d'Austria Francesco Giuseppe. Per evitare la pericolosa alleanza fra liberali tedeschi e corona austriaca, Bismarck promosse un'azione militare congiunta austro-prussiana contro la Danimarca e l'impegno dei due Paesi a decidere, solo dopo, la sorte dei ducati. L'accordo fu stipulato il 16 gennaio 1864.
All'inizio di agosto del 1864, dopo una breve guerra, i danesi conclusero la pace rinunciando ai due ducati, la cui sorte doveva essere ora stabilita da Austria e Prussia. Un primo passo era compiuto, ma la partita fra Bismarck e Vienna era ancora aperta.
Un ritorno alla delicata questione danese avvenne nel febbraio 1865, quando Bismarck si offrì di riconoscere al duca Federico di Augustenburg la sovranità sullo Schleswig-Holstein a patto che la Prussia ne ottenesse il controllo militare. Federico invece reclamò la piena autorità sui territori e trovò, in questo, un alleato nell'Austria. Bismarck, allora, incitò re Guglielmo I a reclamare i ducati, ottenendone un rifiuto. Finalmente, il 14 agosto 1865, la Convenzione di Gastein stabilì il destino dei territori: l'Holstein passava all'Austria e lo Schleswig alla Prussia. Guglielmo si ritenne soddisfatto, Bismarck meno.
Alla fine del 1865 scadevano, intanto, i trattati dello Zollverein, l'unione doganale fra la Prussia, l'Austria e gli altri Stati della Confederazione germanica. Bismarck non si oppose alla volontà dei ministri prussiani di liberarsi degli impegni contratti con l'Austria: i dazi doganali che ne derivarono eressero una frontiera fra i due sistemi economici e le relazioni fra Berlino e Vienna subirono un notevole peggioramento.

### L'alleanza con l'Italia e la guerra contro l'Austria

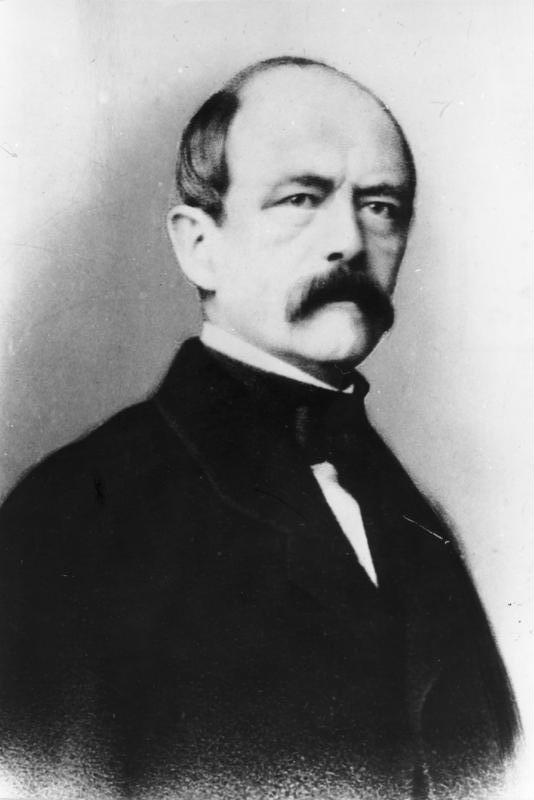
Bismarck fu nominato primo ministro di Prussia nel 1862

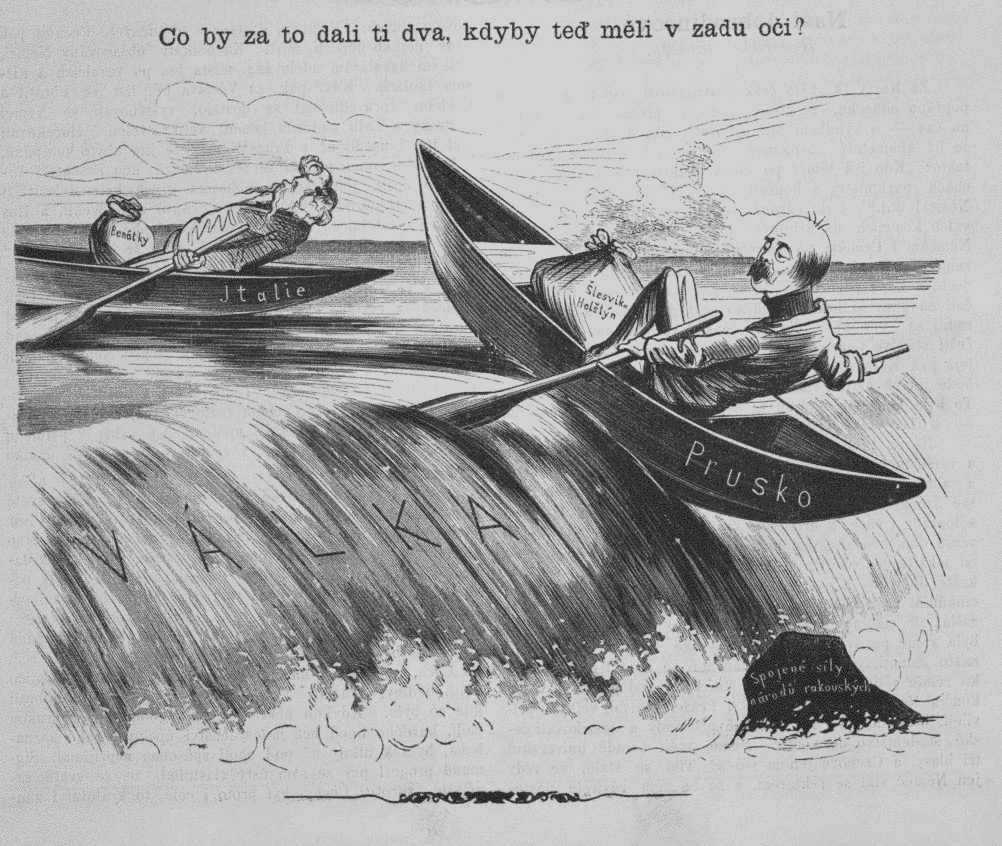
L'alleanza italo-prussiana vista dal giornale austriaco Humoristické listy (9 maggio 1866). In ceco: «Cosa darebbero i due per vedere anche all'indietro?» Il re d'Italia Vittorio Emanuele II con il peso del Veneto e Bismarck con i ducati danesi precipitano verso la guerra (“Valka”) e contro la roccia delle forze unite dell'Impero austriaco.

Fu l'atteggiamento di un terzo Paese, l'Italia, a dare il colpo decisivo alle relazioni austro-prussiane. L'8 aprile 1866, infatti, l'Italia, che aveva le stesse necessità della Prussia di liberarsi definitivamente dal controllo austriaco, spinta anche da Napoleone III di Francia, si impegnò in un'alleanza con la Prussia. Il trattato prevedeva l'entrata in guerra dell'Italia contro l'Austria se quest'ultima fosse stata attaccata entro tre mesi dalla Prussia. In cambio, Bismarck si impegnava a concludere la pace con l'Austria solo quando questa avesse ceduto all'Italia il Veneto.
Il 1º giugno gli austriaci misero in discussione il destino degli ex ducati danesi e il 12 giugno si impegnarono, con un trattato segreto, a cedere il Veneto alla Francia se questa fosse rimasta neutrale nei loro confronti. Ottenuta la neutralità di Napoleone III, due giorni dopo Vienna invocò la mobilitazione federale tedesca contro Berlino. Bismarck allora dichiarò sciolta la Confederazione germanica e inviò un ultimatum agli Stati germanici che avevano accolto l'invito austriaco. Scoppiò così la guerra austro-prussiana alla quale, come previsto, partecipò anche l'Italia. La campagna militare della Prussia durò appena 15 giorni e si concluse il 3 luglio 1866 con la battaglia di Sadowa, nella quale l'esercito austriaco subì una pesante sconfitta.
Bismarck, ansioso di porre fine alla guerra nel timore che Russia e Francia si sarebbero opposte a un riassetto dell'Europa centrale, propose all'Austria come condizioni di pace la supremazia prussiana a nord del fiume Meno e l'indipendenza degli Stati meridionali della Confederazione germanica.
Vienna, sconfitta, non fece troppe difficoltà, ma la Russia, che temeva una Prussia più potente, protestò. Bismarck minacciò allora di far scoppiare un'insurrezione nella Polonia russa e lo zar Alessandro II si persuase a cedere. Anche la Francia dovette rassegnarsi al nuovo assetto politico, non prima, però, di aver ottenuto da Bismarck la conferma dell'indipendenza della Germania meridionale e la promessa di plebisciti nei territori tedeschi annessi dai prussiani.
Il 24 luglio 1866 Guglielmo I si convinse della necessità di non eccedere con le richieste contro Vienna e due giorni dopo venne firmato un primo trattato con l'Austria. Quest'ultima si ritirava dalla Confederazione germanica (che di fatto scompariva) e accettava la nascita della Confederazione Tedesca del Nord a guida prussiana. Bismarck, da parte sua, mantenne l'impegno assunto con l'Italia che, nonostante la sconfitta di Custoza, ottenne il Veneto, ma nulla di più: cosicché Garibaldi dovette ritirarsi dal Trentino, in parte conquistato dalle sue truppe.
Dopo la guerra Guglielmo I volle compensare Bismarck con il grado di generale e 400 000 talleri.

### La Confederazione del Nord

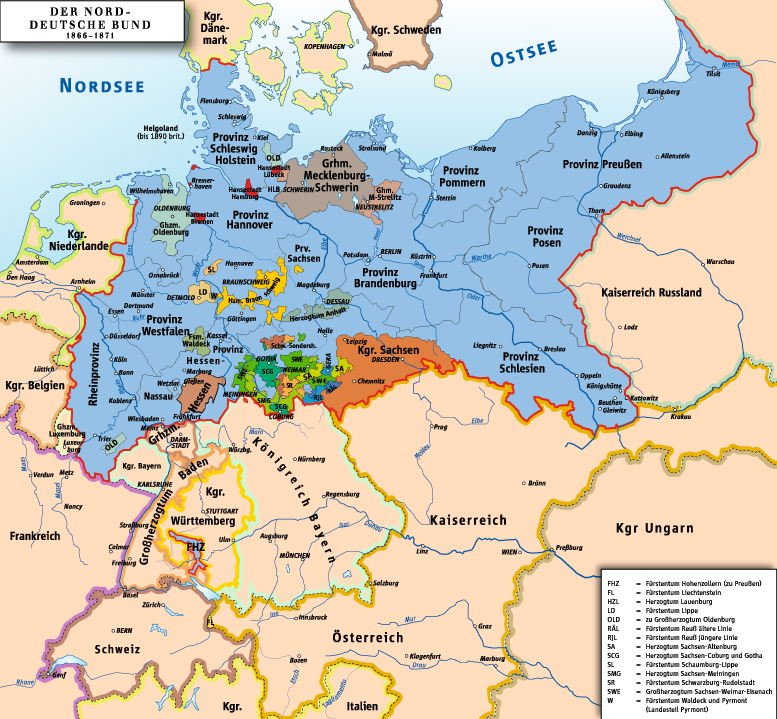
La Confederazione Tedesca del Nord (1866-1871) a guida prussiana. Il confine della confederazione è tracciato in rosso

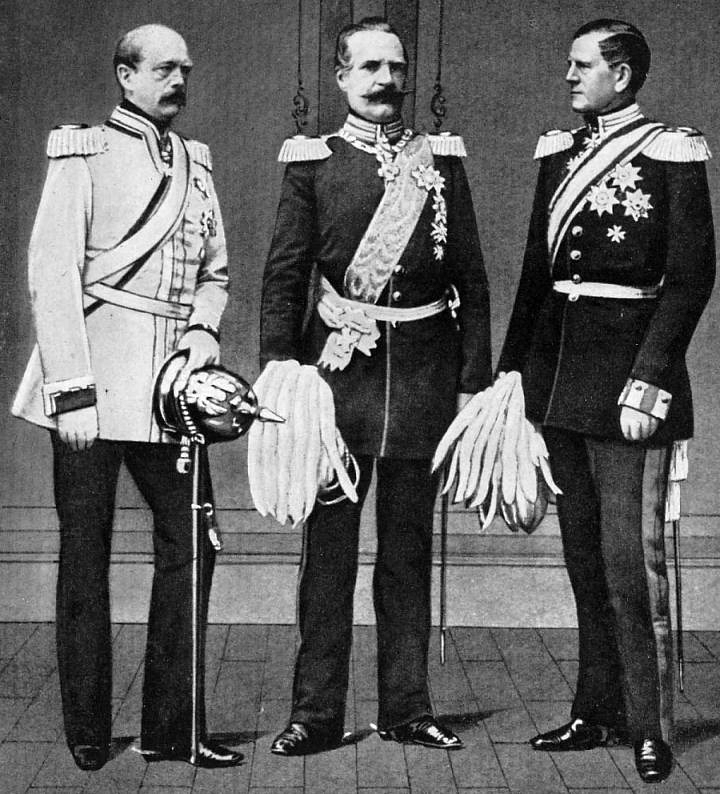
Bismarck, il ministro della guerra prussiano Albrecht von Roon (1803-1879) e il capo di stato maggiore Moltke intorno al 1860

La Confederazione Tedesca del Nord esigeva una nuova costituzione e Bismarck, nel dicembre 1866, iniziò a studiare la costituzione di Francoforte del 1846 e quella degli Stati Uniti. La bozza che ne derivò era molto simile alla carta della Confederazione germanica, tranne per il fatto che al re di Prussia spettava il pieno controllo dell'esercito.
Ai primi del 1867 i rappresentanti degli Stati federati approvarono la stesura di Bismarck, il quale, per venire incontro ai liberali dell'assemblea costituente, accettò di includervi il voto a scrutinio segreto. Nella tarda estate dello stesso anno la costituzione entrò in vigore.
Bismarck fece della Germania un Paese costituzionale: non solo il diritto di voto risultava più esteso che altrove, ma fra tutti i Paesi europei solo in Germania esisteva realmente lo scrutinio segreto. Al parlamento spettavano le funzioni fondamentali e a capo dell'esecutivo era posto il re di Prussia.
Perseguendo ora la linea politica della pace all'esterno per potersi concentrare sull'edificazione del nuovo sistema federale, Bismarck si trovò di fronte al problema di una piccola parte della vecchia Confederazione germanica che, benché geograficamente rientrasse nel nuovo assetto a guida prussiana, non poteva essere inserita nella Confederazione del Nord. Si trattava del Lussemburgo, presidiato da truppe prussiane ma sottoposto alla sovranità del re dei Paesi Bassi Guglielmo III.
Bismarck ebbe l'idea di convocare una conferenza internazionale che si tenne a Londra e che l'11 maggio 1867 stabilì che il Lussemburgo sarebbe rimasto indipendente, la guarnigione prussiana ritirata e le fortificazioni distrutte. La soluzione fece svanire la speranza dell'opinione pubblica francese di acquisire il Lussemburgo come compensazione alla nascita della Confederazione del Nord e, vista la scomparsa del baluardo militare, i generali di Napoleone III iniziarono a progettare un'invasione della Prussia. Così che, sebbene equilibrata, la soluzione diplomatica del Lussemburgo distrusse i buoni rapporti tra Parigi e Berlino.

### La crisi per la successione spagnola

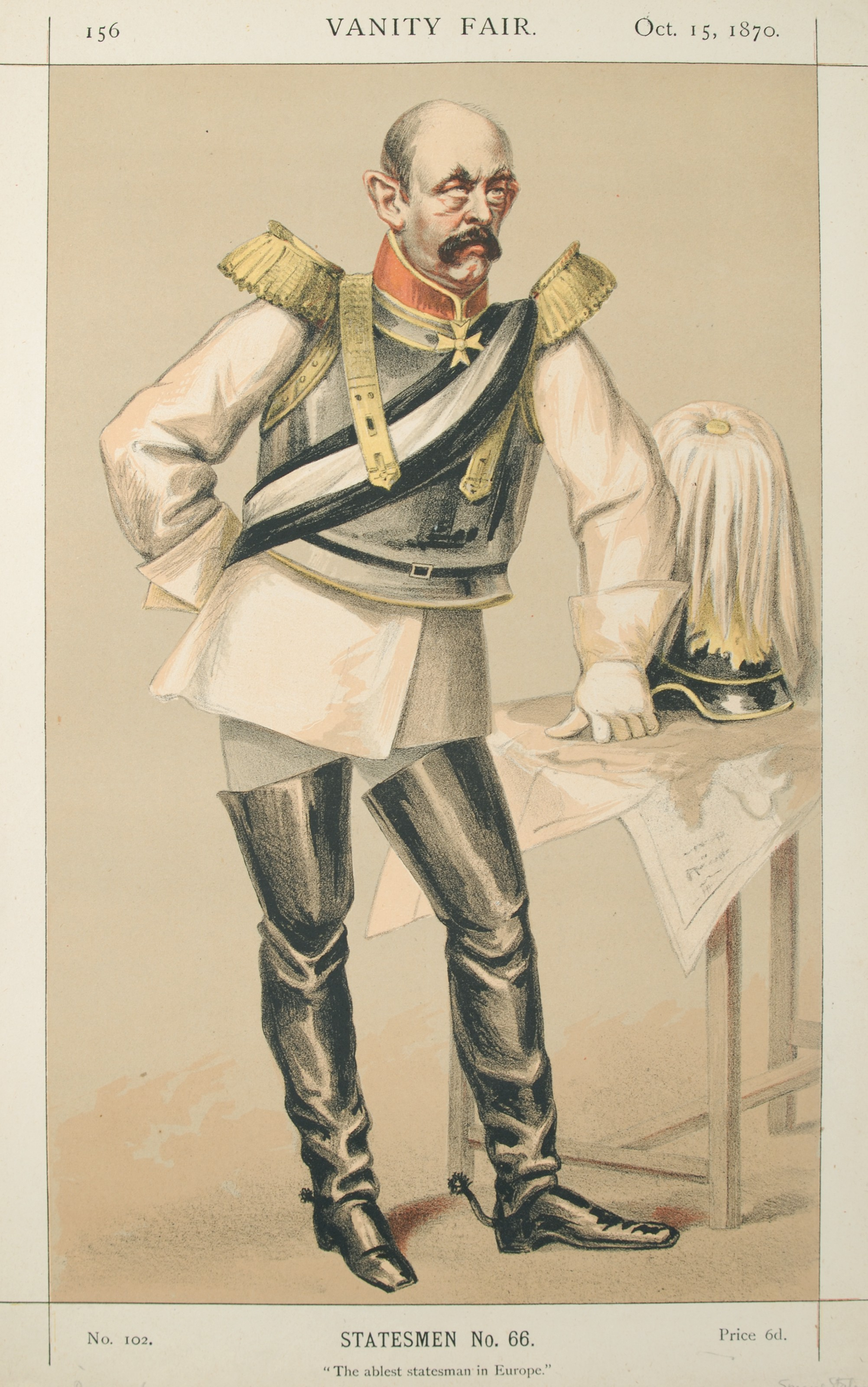
Bismarck in una caricatura del giornale Vanity Fair dell'ottobre 1870

Dopo il voto contrario all'unificazione espresso dagli elettori tedeschi meridionali nel 1868, venne meno la speranza che la Germania unita potesse realizzarsi senza avvenimenti traumatici. Bismarck rifiutava l'idea di una guerra preventiva; pur tuttavia, nel 1870 era convinto che un conflitto con la Francia avrebbe favorito l'unificazione della Germania. Occorreva quindi sfruttare la possibilità di una guerra quando questa si fosse offerta.
Questa possibilità si presentò nella primavera del 1870, quando il parlamento spagnolo offrì il trono vacante di Madrid a Leopoldo di Hohenzollern-Sigmaringen della linea cattolica degli Hohenzollern, la casata di Guglielmo I. I francesi temettero un accerchiamento da sud (Spagna) e da est (Prussia).
Nell'occasione Bismarck si dimostrò cauto, rimanendo per buona parte della crisi nella località di soggiorno di Varzin (oggi nel Distretto di Słupsk, in Polonia), ma è probabile che ci siano state pressioni segrete da parte sua per la candidatura di Leopoldo. Sicuramente Bismarck, a causa delle dichiarazioni di Napoleone III, era perfettamente conscio del rischio di una guerra e ne tenne conto. Ma il 12 luglio, su suggerimento di Guglielmo I, Leopoldo annunciò la sua rinuncia al trono spagnolo.

#### Il dispaccio di Ems

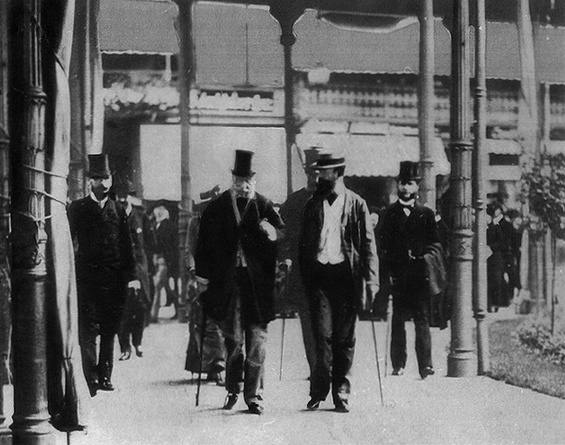
Re Guglielmo I (a sinistra) e il conte Benedetti a Ems

Bismarck, tornato a Berlino, meditò sul da farsi per recuperare la tensione. Togliendolo da ogni indecisione, la Francia avanzò, il 13 luglio 1870, richieste ultimative alla Prussia. Secondo il governo di Parigi, Guglielmo I doveva approvare ufficialmente la rinuncia di Leopoldo, scusarsi per aver appoggiato la candidatura e impegnarsi a non rilanciarla mai più. Il re di Prussia respinse le richieste francesi e lo stesso giorno telegrafò dalla località termale di Ems a Berlino del suo colloquio con l'ambasciatore francese.
Bismarck, così come racconta nelle sue memorie, si sentì con il capo di stato maggiore Moltke sull'eventualità di una guerra e, ricevuta l'assicurazione che una dilazione sarebbe stata svantaggiosa per la Prussia, pubblicò la notizia del dispaccio di Ems. Nel farlo omise le frasi più concilianti di Guglielmo e sottolineò la rinuncia del Re a non impegnarsi per il futuro a candidare un Hohenzollern al trono di Spagna; puntualizzò anche che Guglielmo aveva rifiutato di vedere nuovamente l'ambasciatore francese e che non aveva più nulla da comunicargli.
Il governo francese credette di aver subito una grave provocazione, ingestibile di fronte all'opinione pubblica, e imboccò la strada della guerra contro la Prussia, attorno alla quale si sarebbe però mobilitata tutta la Germania.

### La guerra contro la Francia
Così come in occasione della guerra austro-prussiana del 1866, Bismarck puntò a una vittoria rapida, seguita dalla pace e dalla conciliazione. La vittoria fu raggiunta rapidamente: scoppiata a luglio del 1870, a settembre la guerra aveva già con la sconfitta francese di Sedan segnato il suo destino. Ma la pace e la riconciliazione si rivelarono difficili a realizzarsi.
Diversamente dalla guerra austro-prussiana, ora i generali non permisero a Bismarck di interferire nelle loro operazioni. Né i francesi si dimostrarono favorevoli alla pace, tanto che Bismarck dovette rassegnarsi al fatto che, finché Parigi non fosse stata conquistata, l'armistizio sarebbe stato impossibile.

### La nascita dell'Impero tedesco

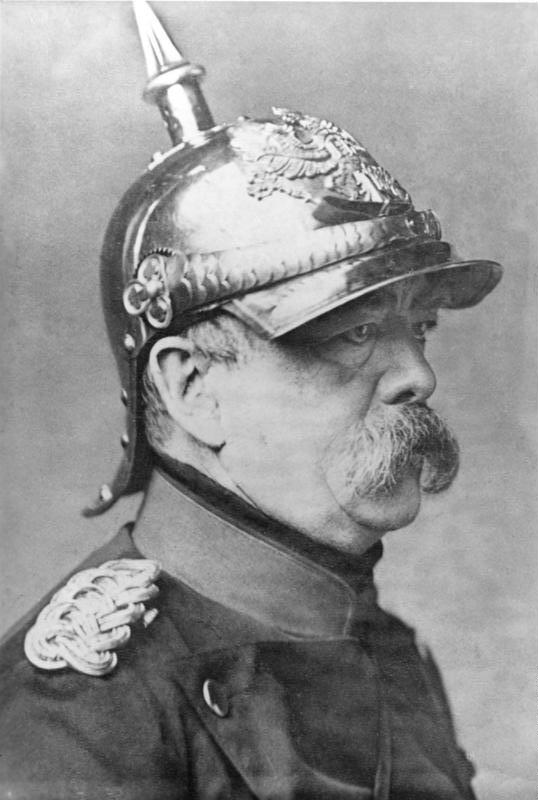
Bismarck in divisa nel 1871

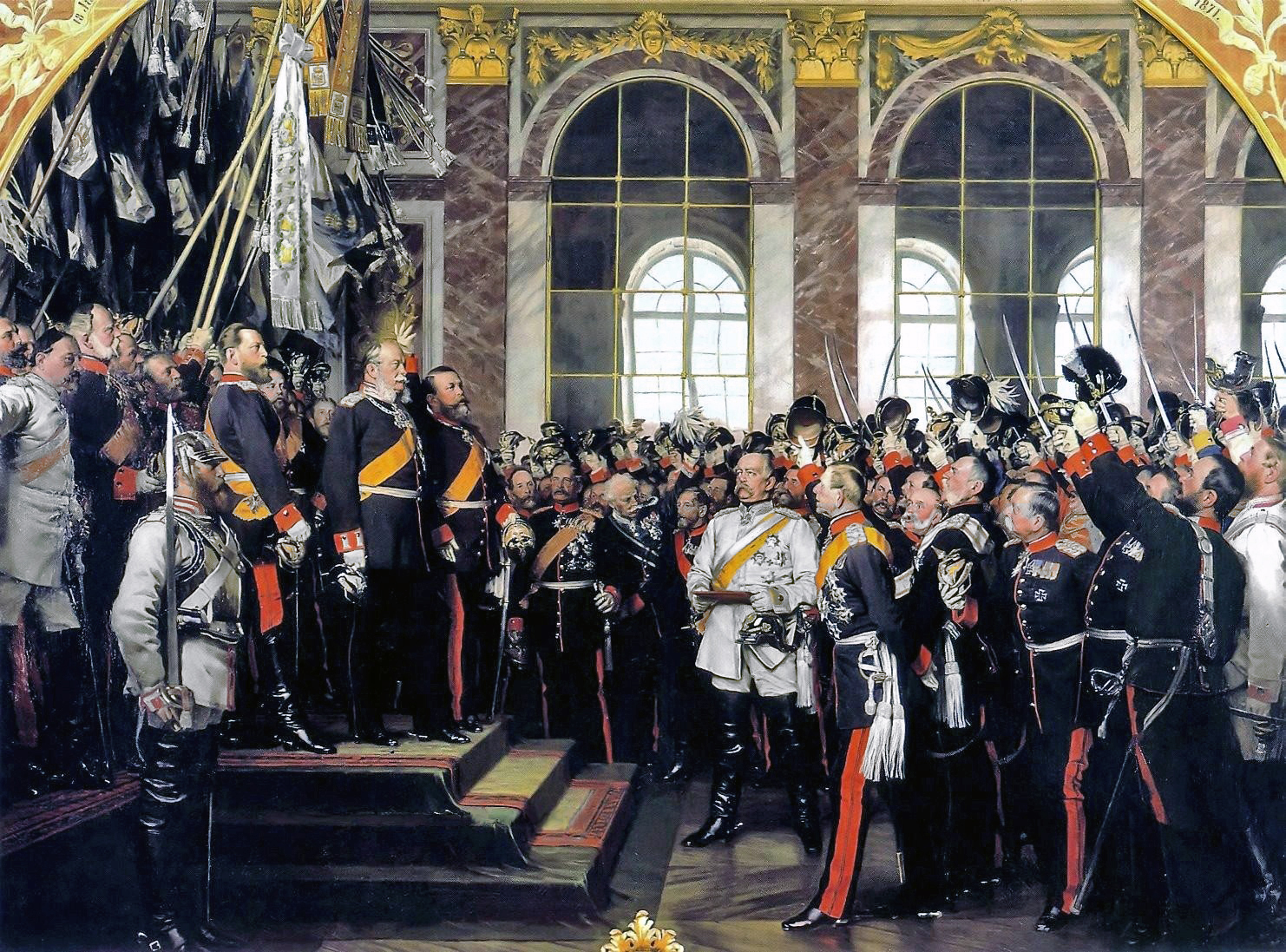
La proclamazione di Guglielmo I a imperatore di Germania. Bismarck è al centro in divisa bianca, rivolto verso Guglielmo, alla cui destra è raffigurato l'erede al trono Federico

Con l'esercito alle porte della capitale francese e una guerra che da difensiva era diventata offensiva, Bismarck si rese conto che gli alleati tedeschi del Sud non avrebbero accettato a lungo di proseguire le ostilità e si trovò nella necessità di forzarli ad accettare di entrare nella Confederazione del Nord. Se fossero rimasti autonomi, infatti, avrebbero potuto concludere accordi di pace separata con la Francia. Bismarck, quindi, perseguì l'unità della Germania per poter continuare la guerra. Egli minacciò i principi tedeschi, avvertendoli che, se si fossero ritirati, l'unità tedesca si sarebbe fatta contro di loro, ma se fossero rimasti al fianco della Prussia, ne sarebbero stati gli artefici.
Fece anche importanti concessioni allo Stato del sud più esteso e importante, la Baviera. Il Paese mantenne infatti il diritto a dazi più bassi sulla birra, a gestire una propria rete ferroviaria e anche, ma solo in tempo di pace, ad avere un proprio esercito. Inoltre, la politica interna bavarese sarebbe stata gestita nella più completa autonomia. Al re Ludovico II Bismarck assicurò anche un vitalizio segreto. In cambio, il re di Baviera scrisse a Guglielmo I, sotto dettatura di Bismarck, una lettera in cui gli riconosceva la corona imperiale. Nel novembre 1870 furono conclusi anche i trattati con tutti gli altri Stati tedeschi meridionali.
Il 18 gennaio 1871 Guglielmo I fu incoronato imperatore di Germania a Versailles e il 28 febbraio Parigi capitolò. Alle trattative di pace Bismarck era intenzionato a reclamare alla Francia Strasburgo, ma non Metz: «Non mi piace l'idea che nel nostro Paese viva malvolentieri un così alto numero di francesi». Egli, però, non riuscì a far prevalere la sua linea. Moltke, infatti, e gli altri generali, insistettero per annettere Metz e Guglielmo I li appoggiò. Bismarck riuscì comunque ad andare incontro ad alcune richieste francesi. Ridusse l'indennità da 6 a 5 miliardi di franchi e, nonostante le proteste di Moltke, consentì alla Francia di conservare Belfort.

## Cancelliere imperiale (1871-1890)
Il 3 marzo 1871, in tutta la Germania venne eletto il primo parlamento tedesco. Il 21 marzo Bismarck fu nominato Cancelliere (conservando anche la carica di Primo ministro e ministro degli Esteri prussiano). Il 28 Guglielmo I lo nominò principe dell'Impero tedesco, assegnandogli la gran croce di diamanti dell'Ordine di Hohenzollern. L'Imperatore, inoltre, gli regalò una proprietà a Friedrichsruh (nell'attuale comune di Aumühle ducato di Lauenburg), facendolo divenire uno dei più grandi proprietari terrieri e di legname della Germania.

### I contrasti nella politica interna

#### IlKulturkampf

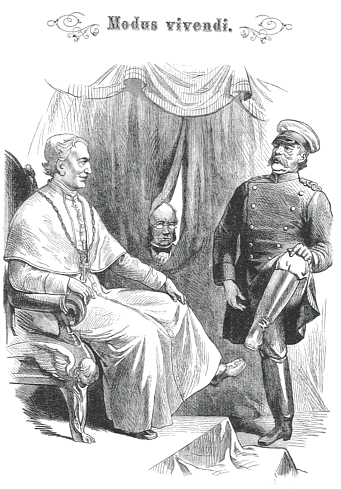
Una vignetta del Kladderadatsch pubblicata il 31 marzo 1878. Leone XIII (successore di Pio IX): «Ora, la prego, non sia timido». Bismarck: «Ma prego, neanche lei!»

Bismarck, realizzato il sogno dell'unità tedesca, si concentrò su coloro che definiva i nemici interni della Germania.
Il Kulturkampf (che tradotto dal tedesco significa “Battaglia di civiltà”) fu il tentativo del Cancelliere, protestante, di soffocare lo sviluppo del partito centrista (Deutsche Zentrumspartei). Questo movimento, che era all'opposizione, era formato principalmente da cattolici (una minoranza in Germania) e da antiunionisti. Bismarck definiva i seguaci del Centro Reichsfeinde, “Nemici dell'impero”. Contro di loro, nel maggio 1873 fece approvare delle leggi (“Leggi di maggio”) che disponevano che la formazione e la nomina degli ecclesiastici fossero sottoposte all'approvazione dello Stato.
Così come farà in futuro in altre circostanze, Bismarck tentò di sfruttare la lotta contro il Centro per montare una situazione di pericolo interno, per dividere i fronti parlamentari e consolidare il potere. Ulteriori leggi promulgate furono, nel 1874, il matrimonio civile obbligatorio, la “legge di espatrio”, con la quale gli ecclesiastici disubbidienti furono minacciati del ritiro della cittadinanza, e la “legge del paniere”, con cui il clero doveva rinunciare ai servizi dello Stato.
La reazione dell'opinione pubblica, tuttavia, non fu quella sperata da Bismarck: alle elezioni generali del 1874 la sinistra del partito nazional-liberale si rafforzò, così come il partito del Centro, che aumentò i suoi deputati da 61 a 95. Ad aggravare la situazione, il 13 luglio un giovane cattolico attentò alla vita del Cancelliere, che addossò tutta la responsabilità al Centro.
Di fronte alle perplessità di Guglielmo I sulla politica di Bismarck, costui minacciò le dimissioni e, di fatto sconfitto all'interno, si rivolse all'estero, cercando di trattare con papa Pio IX, proponendogli l'abrogazione delle “leggi di maggio” se il pontefice avesse convinto il Centro ad appoggiarlo. Ma non ottenne alcun risultato.

#### I socialisti
Analogamente ai cattolici e agli antiunionisti del partito del Centro, Bismarck riconosceva nei socialisti un pericolo per l'ordine interno e per il suo potere personale. Già il 3 aprile 1873 aveva deplorato che la «stampa socialdemocratica nutre continuamente l'eccitazione degli operai contro il governo e le classi dei proprietari. […] In questa battaglia il governo non deve restare passivo, ma è anzi obbligato a difendere le necessarie fondamenta dell'ordinamento statale da agitazioni siffatte».
Nel 1875 il Cancelliere propose una legge eccezionale contro la propaganda socialdemocratica, che non ebbe il favore della maggioranza. Tre anni dopo, tuttavia, gli si presentò un'occasione di rivincita: l'11 maggio 1878 un giovane squilibrato attentò, senza successo, alla vita di Guglielmo I. La risposta di Bismarck fu di presentare al parlamento le “leggi eccezionali” contro i socialisti che non era riuscito a far approvare nel 1875 e che neanche questa volta passarono (votarono a favore solo i conservatori). Qualche settimana dopo, il 2 giugno, un altro anarchico sparò all'Imperatore, che in questo caso fu ferito gravemente. Bismarck allora sciolse il parlamento ripromettendosi, con il congresso internazionale di Berlino che stava per riunirsi, di ottenere uno strumento di propaganda per le successive elezioni.

### L'alleanza con il Centro e la politica estera

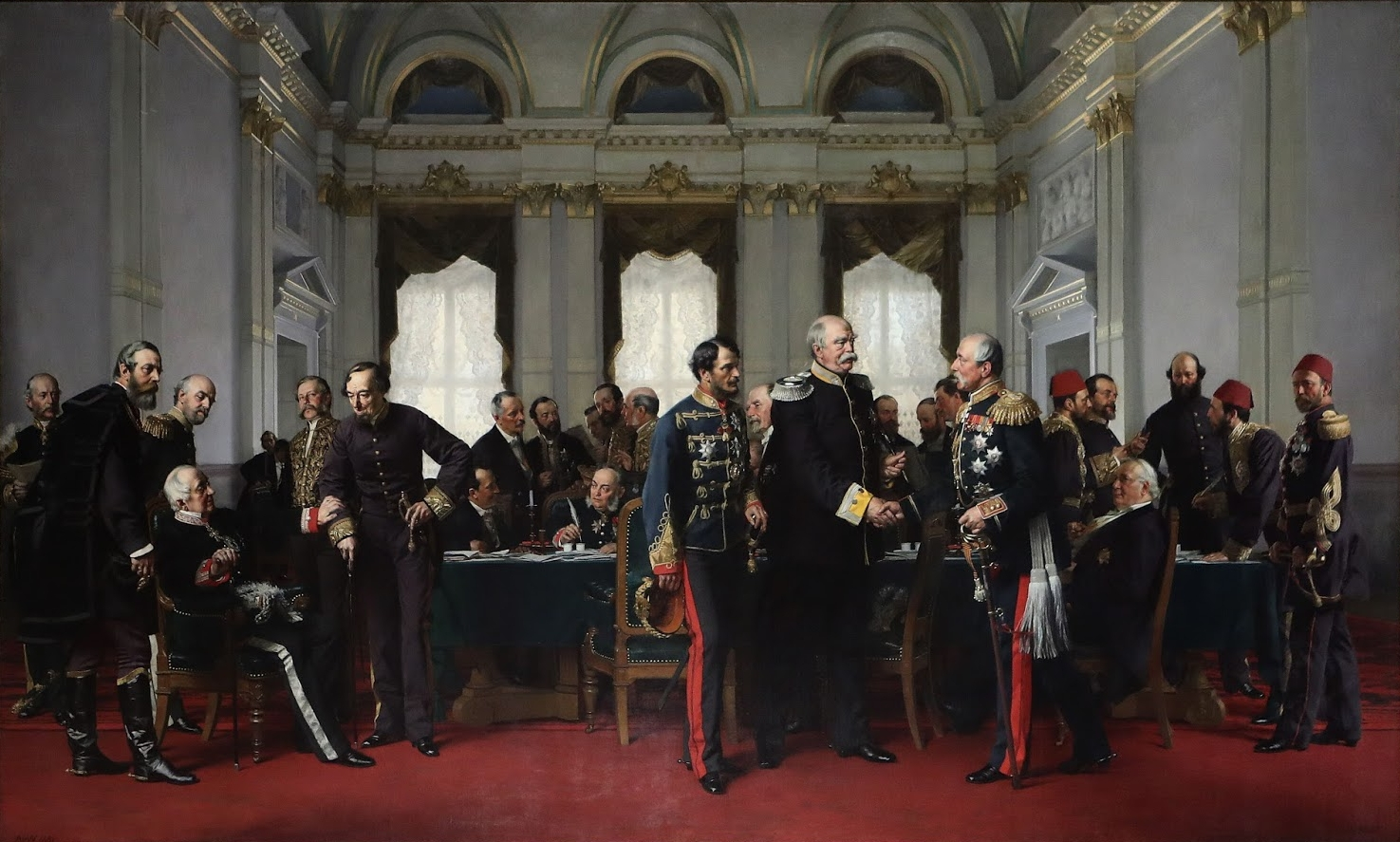
Il momento della firma al congresso di Berlino del 1878. In primo piano Bismarck fra Andrássy (Austria) e Pëtr Andreevič Šuvalov (Russia), cui stringe la mano.

Il congresso di Berlino terminò il 13 luglio 1878 con il successo di Bismarck, che fece da arbitro nelle dispute sui Balcani e spinse l'Austria a riavvicinarsi alla Germania.
Il 30 si tennero le elezioni, che ancora una volta delusero il Cancelliere. I socialisti persero solo 3 seggi su 12 e il Centro si rafforzò. Nonostante ciò, questo parlamento, probabilmente influenzato dal secondo attentato all'Imperatore, approvò le leggi anti-socialiste che, a causa dei nazional-liberali, furono limitate a 3 anni. Bismarck allora cambiò strategia e, sfruttando l'appoggio dei cattolici all'attuazione delle sue riforme economiche sul protezionismo, abbandonò i nazional-liberali (fortemente indeboliti alle precedenti elezioni) e nel maggio 1879 si alleò con il Centro, che accettò, nonostante le “leggi di maggio” fossero ancora in vigore.
Nell'estate del 1879, dopo tutte le difficoltà incontrate, il cambiamento di rotta in politica interna era completo. Bismarck aveva comunque ottenuto le leggi anti-socialiste ed era stato instaurato il protezionismo fiscale. Allo stesso modo il Cancelliere concepì le alleanze internazionali come un sistema di protezione dall'esterno.

#### La Duplice alleanza con l'Austria
All'inizio del 1879 Bismarck decise di stipulare un'alleanza difensiva e conservatrice con l'Austria-Ungheria, che non oppose difficoltà. Guglielmo I, invece, che era molto legato alla Russia, diffidava dell'Austria. Per vincere la resistenza del suo Imperatore, Bismarck provocò la Russia, in modo da dimostrare l'utilità dell'alleanza. In sostanza, il Cancelliere pubblicò un accordo con l'Austria sullo Schleswig del Nord del 13 aprile 1878, ma lo postdatò all'11 ottobre 1878, cioè a dopo il congresso di Berlino. Così facendo, diede l'impressione di aver ricevuto una ricompensa da Vienna per i servigi a lei concessi al Congresso a danno della Russia.
Lo zar Alessandro II rispose scrivendo in tono arrogante a Guglielmo I, e Bismarck parlò di una minaccia di guerra. Guglielmo, però, forte di argomenti quali l'antica amicizia della Russia nei confronti degli Hohenzollern, recalcitrava e solo dopo le minacce di dimissioni di Bismarck cedette. La Duplice alleanza fra Austria e Germania fu conclusa il 7 ottobre 1879. Da quel momento l'imperatore di Germania non si sarebbe più opposto al suo Cancelliere.

#### Le intese con la Russia e con l'Italia

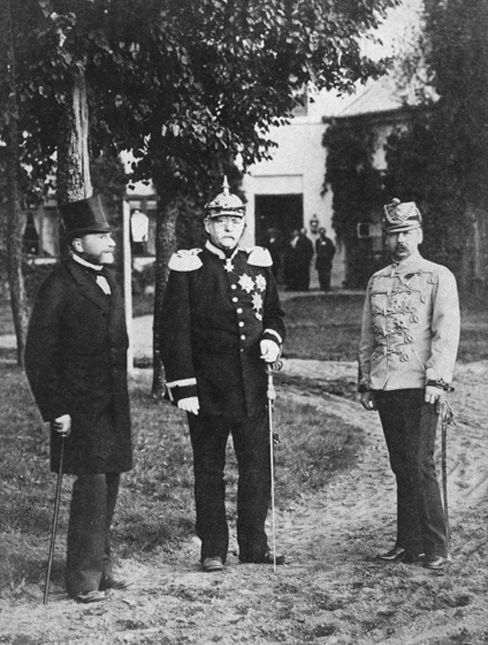
Il ministro degli Esteri russo Girs, Bismarck e il ministro degli Esteri austriaco Kálnoky a Skierniewice nel 1884, per il rinnovo dell'Alleanza dei tre imperatori

L'Alleanza dei tre imperatori, stipulata nel 1881, fu probabilmente il più grande successo in politica estera di Bismarck, il quale convinse l'Austria a firmare un patto di neutralità con il suo naturale nemico, la Russia. Germania, Austria e Russia si impegnarono infatti a non attaccarsi nel caso una quarta potenza avesse aggredito una di loro. L'amicizia della Russia fu così riconquistata dopo la Duplice alleanza e un fronte continentale conservatore si formò a sfavore della Francia e degli interessi britannici nel Vicino Oriente. Con questo trattato Bismarck ottenne la sicurezza dei confini della Germania, poiché un attacco combinato di Francia e Russia diveniva impossibile.
Quando però gli austriaci, a causa di dispute con la Russia nei Balcani, cominciarono a lamentarsi dell'Alleanza dei tre imperatori, Bismarck escogitò un accordo che avrebbe evitato all'Austria, la cui scarsa salute di impero multietnico gli stava molto a cuore, di essere attaccata da sud. A questo scopo il Cancelliere venne incontro alle richieste di alleanza degli italiani, che erano isolati, e convinse l'Austria ad accettare nel 1882 un'alleanza difensiva a tre con l'Italia. Il prezzo, questa volta, lo pagò Bismarck, che si impegnò a difendere l'Italia nel caso fosse stata attaccata dalla Francia.

#### L'impero coloniale

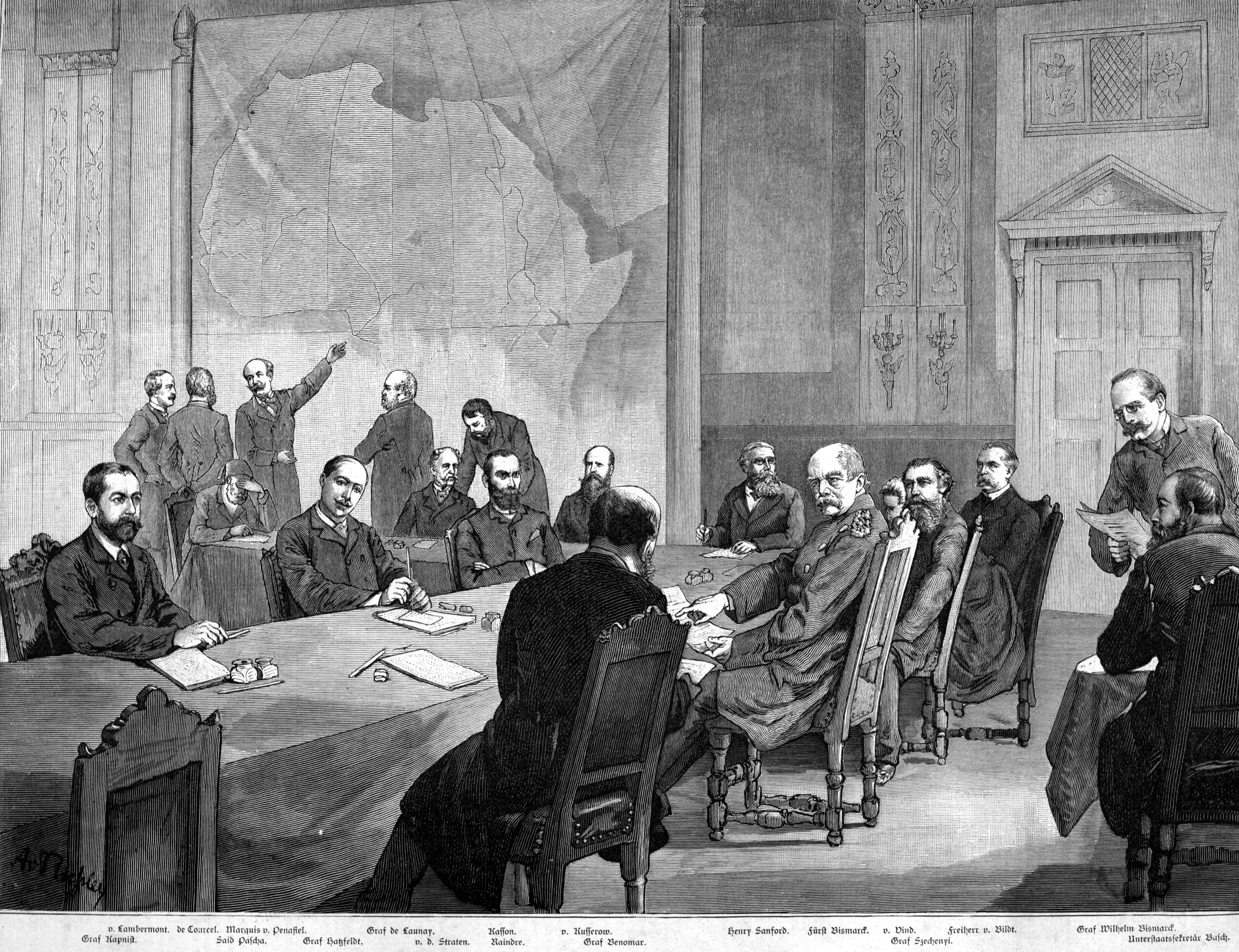
Rappresentazione francese della Conferenza di Berlino sull'Africa del 1884-1885. Bismarck è al centro, seduto

Dopo un certo riavvicinamento della Germania alla Francia (Bismarck fece addirittura un tentativo, fallito, di riconciliazione completa fra il 1882 e il 1885), risultò che la conseguenza dell'attività diplomatica di Bismarck fu l'emarginazione della Gran Bretagna. Ciò comportò una certa libertà di azione della Germania, che formò in pochissimi anni, dal nulla e sulla spinta dell'”età dell'imperialismo”, un consistente impero coloniale. Questi nuovi possedimenti, anche nell'ottica del riavvicinamento alla Francia, minacciavano i domini inglesi. Per Bismarck, comunque, le colonie rappresentarono soprattutto una causa nazionale per la quale combattere e consolidare il potere. Dallo zelo di commercianti intraprendenti che poi si mettevano al riparo della bandiera imperiale, nacquero l'Africa tedesca del Sud-Ovest (1884), il Kamerun (1884), la Nuova Guinea tedesca e l'Africa Orientale tedesca (1885).
Voluta da Bismarck, la conferenza di Berlino del 1884-1885 regolò tutte la questioni coloniali in sospeso in Africa. In quella sede Francia e Germania fecero causa comune contro la Gran Bretagna e il Cancelliere, a seguito anche degli altri importanti successi ottenuti in quegli anni, toccò l'apice del prestigio internazionale. 
Il suo sistema continentale, che comprendeva quasi tutta l'Europa, era più solido che mai e la Germania ne era l'arbitro. 
La politica coloniale di Bismarck portò, però, anche a una crisi diplomatica con la Spagna per la sovranità delle isole Caroline e Palau nel Pacifico occidentale. la crisi, scoppiata a seguito dell'occupazione tedesca delle isole, si risolse con l'arbitraggio di papa Leone XIII, ratificato da un protocollo ispano-tedesco firmato il 17 dicembre del 1885 che vide il riaffermarsi della sovranità spagnola delle isole. Ai tedeschi fu tuttavia concessa libertà di commercio, navigazione e pesca, oltre al diritto di avere una stazione navale di carbone sull'isola di Yap, con condizioni giuridiche pari a quelle degli spagnoli.

### Le riforme sociali
Ispirato più da convenienze politiche che da filantropia, Bismarck attuò fra il 1881 e il 1889 il primo sistema previdenziale al mondo, che servì da modello per tutti gli altri paesi. Nel 1883 istituì l'assicurazione contro le malattie e nel 1884 quella contro gli infortuni. Nel 1889, infine, realizzò un progetto di assicurazione per la vecchiaia. Si gettarono, quindi, nel continente europeo le fondamenta del moderno stato sociale.

### La crisi del sistema Bismarck e il riarmo

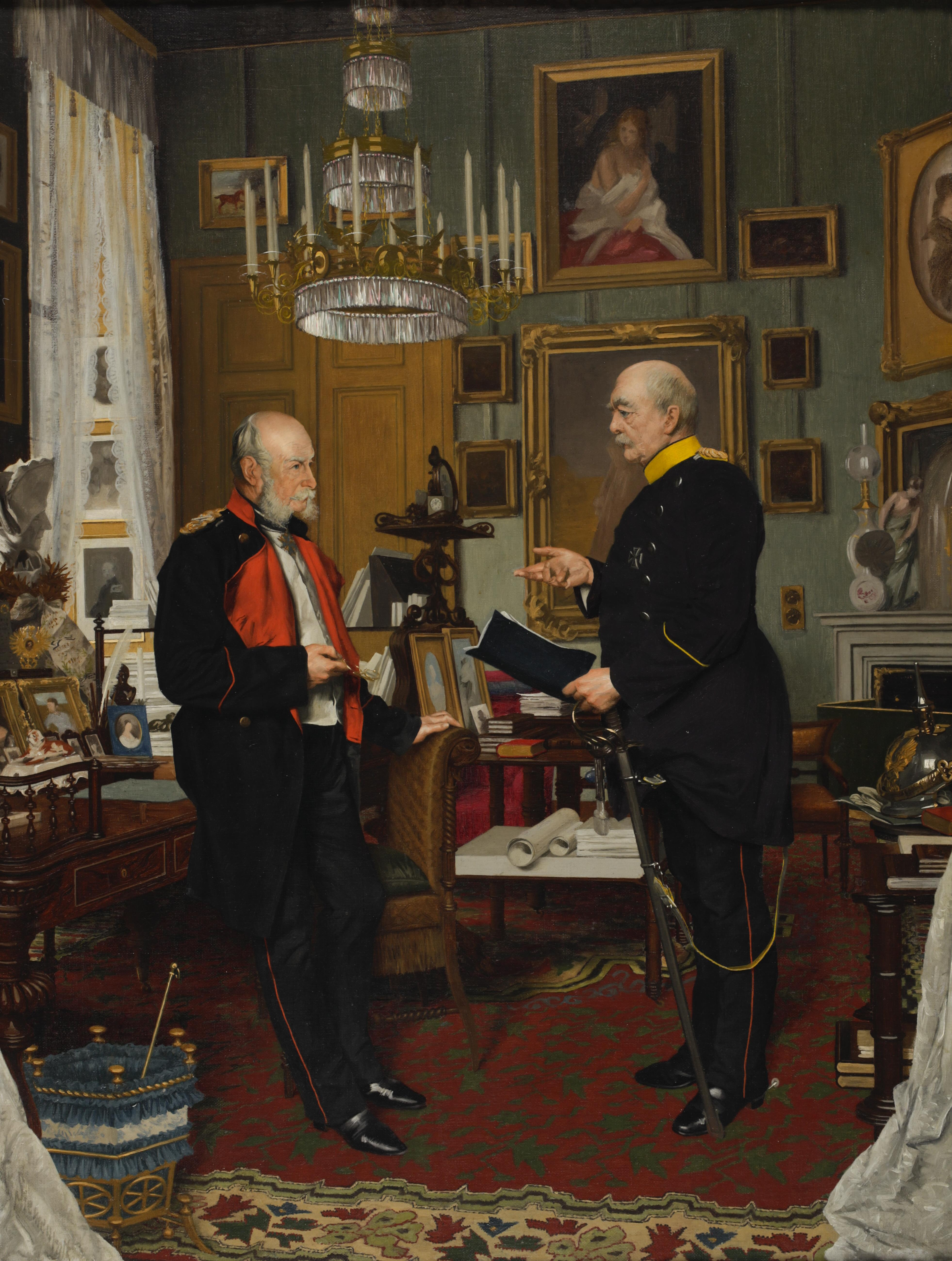
Guglielmo I di Germania (a sinistra) e Bismarck

In pochi mesi il sistema bismarckiano subì quasi un tracollo: il 30 marzo 1885 il governo francese di Jules Ferry, favorevole alla politica della Germania, cadde e, dopo qualche mese, nel gennaio 1886, divenne primo ministro Charles de Freycinet, molto meno ben disposto nei confronti di Bismarck.
Lo stesso anno Austria e Russia arrivarono ai ferri corti per la crisi bulgara. Per soccorrere Vienna, Bismarck spinse l'Austria a riconciliarsi almeno con la Gran Bretagna, vero avversario della Russia in Asia e, anche per il cambio di regime a Parigi che non gli consentiva più una politica d'intesa antibritannica, abbandonò ogni ambizione coloniale. Poco tempo dopo, a un esploratore tedesco che gli chiedeva del suo interesse per l'Africa, rispose: «Qui è la Russia, qui è la Francia e in mezzo c'è la Germania. È questa la mia mappa dell'Africa».
L'allontanamento dalla Francia consentì a Bismarck di sfruttare il pericolo di un'aggressione francese, esagerandola a scopi interni. Nel novembre 1886 presentò infatti al Reichstag, il parlamento tedesco, una legge di riorganizzazione militare. La proposta, nonostante un violento discorso del Cancelliere su una presunta congiura delle classi alte e sul pericolo di un'invasione, non passò. Il parlamento allora fu immediatamente sciolto e alle successive elezioni Bismarck ottenne una vittoria schiacciante. All'inizio del 1887 fu approvata così la riforma dell'esercito e una legge relativa, che sarebbe rimasta in vigore sette anni (invece dei tre abituali).
La vicenda, grazie a una lettera di papa Leone XIII che condannava coloro che avessero votato contro la legge di riorganizzazione militare, consentì a Bismarck anche di mettere fine al Kulturkampf: nel marzo 1887 la maggior parte delle leggi anticlericali fu abrogata.
In campo internazionale, conseguenza della crisi bulgara, vi fu l'ultimo tentativo diplomatico di Bismarck di tenere in pace Austria e Russia: la firma del Trattato di controassicurazione. Con questo accordo, del giugno 1887, che sanciva la fine dell'Alleanza dei tre imperatori, la Germania si impegnava a non attaccare la Russia se non in caso di attacco russo all'Austria e la Russia si impegnava a non attaccare la Germania se non in caso di attacco tedesco alla Francia.

### Lo scontro con Guglielmo II

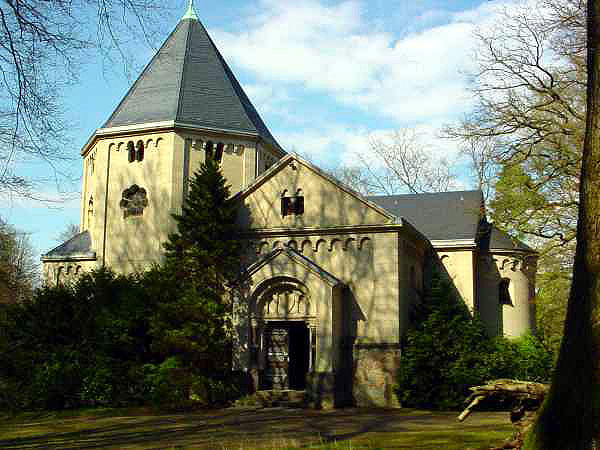
Il Mausoleo di Bismarck a Friedrichsruh

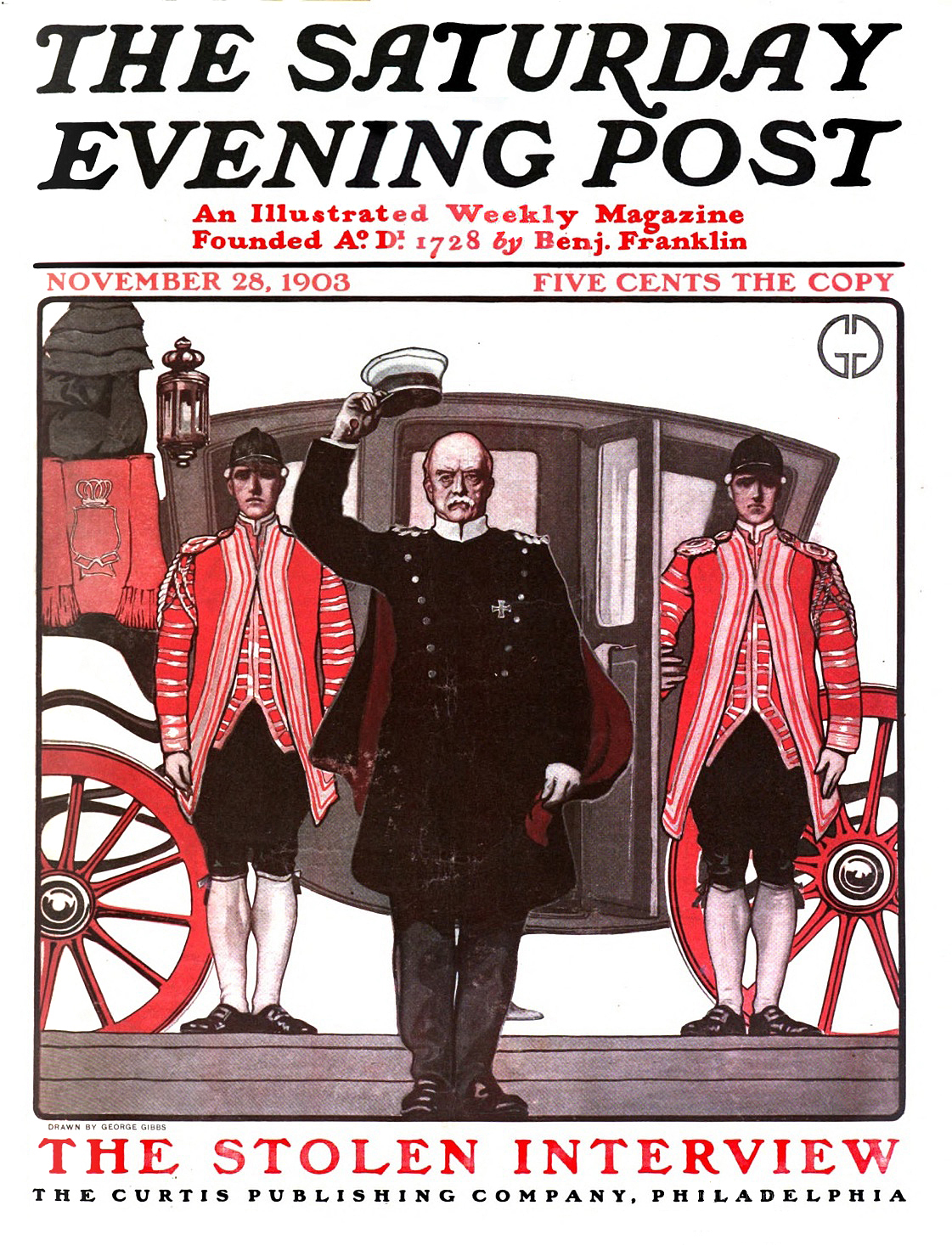
La prima pagina del settimanale statunitense Saturday Evening Post del 28 novembre 1903 dedicata a Bismarck

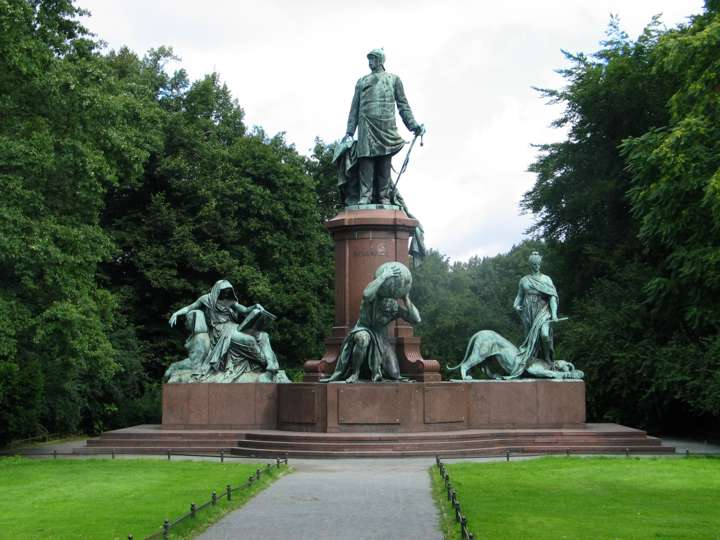
Il monumento a Bismarck a Berlino nel 2008

Il 9 marzo del 1888 l'imperatore Guglielmo I morì, lasciando il trono al figlio Federico III, il quale, a sua volta, morì solo tre mesi dopo l'incoronazione. Nuovo sovrano divenne quindi il figlio di Federico, Guglielmo II.
Bismarck credette di poter dominare il ventinovenne rampollo della dinastia Hohenzollern e mostrò subito poco rispetto per le sue idee. Lo scontro personale avvenne all'inizio del 1890, quando il Cancelliere fece in modo di esasperare lo scontro sociale per ottenere poi una vittoria schiacciante e decisiva sui socialisti. Ma Guglielmo II non voleva iniziare il suo regno facendo sparare sui tedeschi e redasse un proprio programma di riforme sociali, che fu promulgato il 4 febbraio 1890 senza la firma di Bismarck.
Il 20 febbraio, con le elezioni politiche, i conservatori bismarckiani e i nazional-liberali persero più della metà dei loro seggi e i socialdemocratici raccolsero più voti di tutti gli altri partiti, anche se il sistema elettorale non consentì loro una rappresentanza proporzionata al successo. Con quel parlamento, l'unica via d'uscita che Bismarck intravedeva era una politica repressiva, una guerra civile e un colpo di Stato: anche i ministri lo allontanarono.
Il Cancelliere tentò allora di formare una nuova coalizione, cercando di coinvolgere il Centro cattolico di Ludwig Windthorst, ma fu un insuccesso: i conservatori si rifiutarono di accordarsi con i cattolici, mentre il Centro chiese che la Chiesa di Roma riconquistasse le posizioni di privilegio che vantava prima del 1872.

## Gli ultimi anni (1890-1898)
Di fronte alla incompatibilità delle sue idee con il parlamento e l'Imperatore, Bismarck si dimise dalla cancelleria il 20 marzo 1890. Venne ricompensato per i suoi servigi con la promozione a "colonnello generale con la dignità di Maresciallo" e fu nominato Duca di Lauenburg. Gli successe alla Cancelleria Leo von Caprivi.
Ritiratosi a Varzin in Pomerania (oggi Warcino, frazione di Kępice), un mese dopo la morte della moglie (27 novembre 1894) si trasferì a Friedrichsruh (oggi nel comune di Aumühle) dove si dedicò alla stesura delle sue memorie (Gedanken und Erinnerungen). Morì nel 1898 all'età di 83 anni e venne sepolto nel Mausoleo Bismarck; sulla sua lapide è scritto: «Leale servo tedesco del kaiser Guglielmo I».

## Opere di Bismarck in italiano
- Otto von Bismarck, Pensieri e ricordi di Ottone Principe di Bismarck (2 voll.), Torino, Rosenberg & Sellier, 1898.; Fratelli Treves, Milano, 1922
- Otto von Bismarck, Lettere alla famiglia (durante la guerra del 1870), traduzione di Gino Valori, Raccolta di Breviari intellettuali n.102, Milano, Istituto Editoriale Italiano, 1921.
- Otto von Bismarck, Discorsi, a cura di Zino Zini, Collana I Grandi Scrittori Stranieri n.9, Torino, UTET, 1931-1961.